# Shibuya Sakura Stage
Shibuya Sakura Stage（渋谷サクラステージ、しぶやサクラステージ）は、東京都渋谷区桜丘町、道玄坂一丁目に跨る高層の複合施設である。渋谷駅桜丘口地区第一種市街地再開発事業として計画された。2023年（令和5年）11月30日に竣工、順次開業し、2024年7月25日に全面開業した。

## 概要
青果店や楽器店、小料理店など小規模な老舗も立ち並んでいた渋谷駅南西部に広がる約2.6ヘクタールを再開発するため、2008年（平成20年）に準備組合を発足させ、約10年かけて地権者の権利調整を進めた。地区内の店舗は、2018年（平成30年）10月31日を以って全て閉店し、翌年1月7日には道路も全て閉鎖・廃止となり、5月1日に着工した。
Shibuya Sakura Stageは、渋谷駅寄りの「SHIBUYAサイド（A街区）」、街区道路を挟んだ「SAKURAサイド（B街区）」、B街区に隣接した日本基督教団の中渋谷教会（C街区）からなり、このうち中渋谷教会は、先行して2020年（令和2年）5月15日に竣工し、同月には旧所在地から移転した。施工は鹿島建設・戸田建設JVが担い、鹿島建設がA街区、戸田建設がB・C街区の施工を担当した。
SHIBUYAサイドには地上39階、地下4階、高さ179 mの「SHIBUYAタワー」及び地上17階、地下4階、高さ約90 mの「セントラルビル」が、SAKURAサイドには地上29階、地下2階、高さ133 mの「SAKURAタワー」及び「SAKURAテラス」が建設された。オフィス面積は3棟合わせて10万平方メートル超である。IT系企業やコンテンツ産業を中心に、すでに6割のテナントが決まっている。また「SHIBUYAタワー」と「SAKURAタワー」の下層に設けられる商業施設は、総店舗面積約1万5200平方メートル。地権者が所有する区画が多い低層部は、商店街や路面店のようなまちづくりが計画された。
従来、渋谷桜丘地区は国道246号やJR線により、東西、南北方向とも分断されていた上、地形の高低差も大きく、駅と周辺を繋ぐ歩行者ネットワークに弱さがあった。それを踏まえ、JR線の駅舎整備に協力することで新改札口を設けるほか、国道246号を横断する歩道デッキと繋がることに加えて、新設の地下通路により歩行者の回遊性を高めた。また、縦軸の動線となる「アーバン・コア」を整備し、地下や周辺地区と行き来しやすくした。
2023年11月30日に竣工した。その後順次開業し、2024年7月25日に全面開業を迎え、まちびらきのイベントを実施した。事業費は約1,973億円。
2022年12月には、クリスマスシーズンに合わせて「渋谷の街で過ごす人々が、上を見上げて明るい気持ちになってもらえるように」と、施工を担う鹿島建設の協力の下、建設中のSHIBUYAタワーの外壁を利用してクリスマスツリーのイルミネーションが行われた。

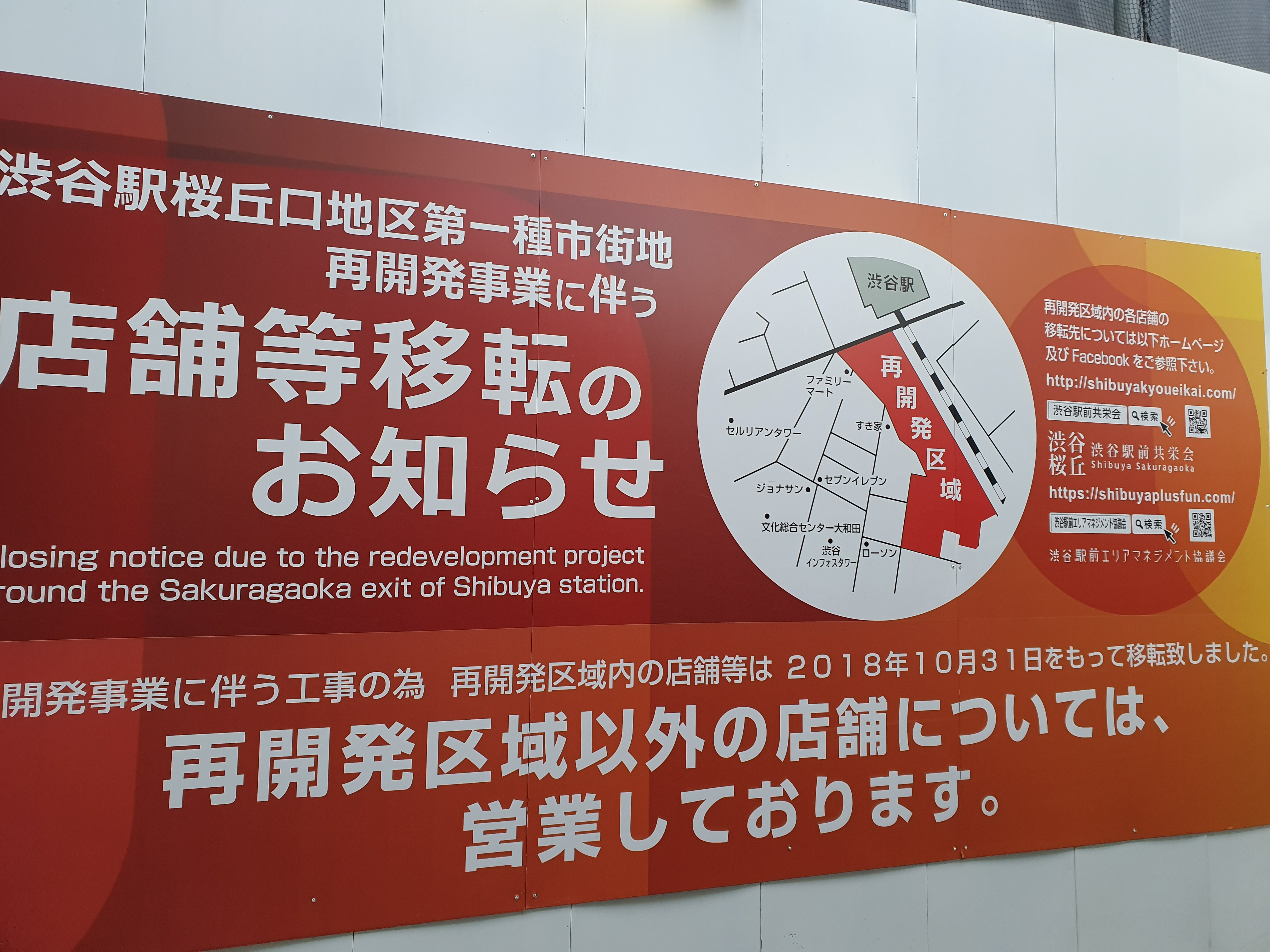
Shibuya Sakura Stage建設に伴い、建設地にあった店舗等が全て移転したことを知らせる表示
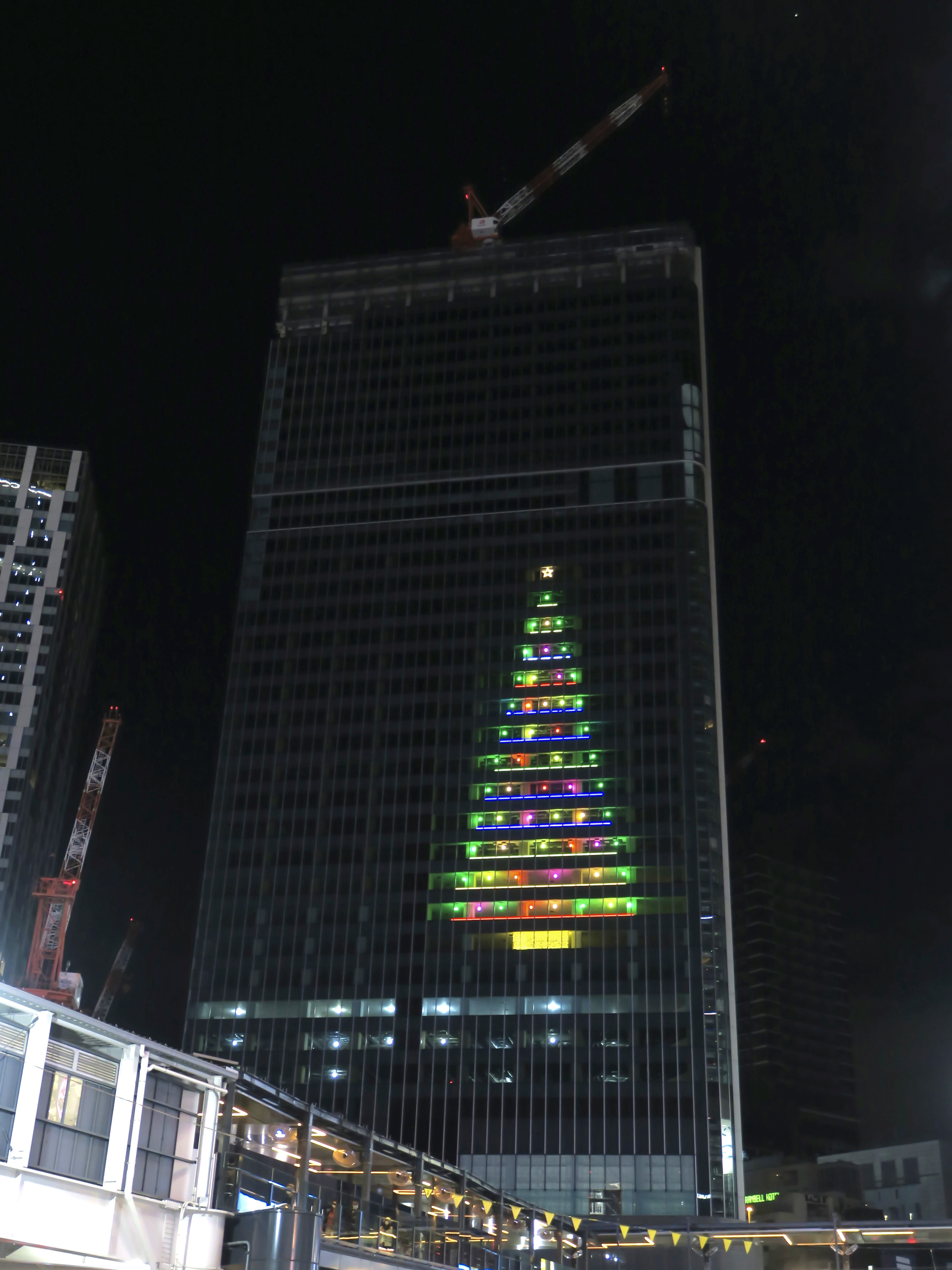
クリスマスツリーのイルミネーションがなされた建設中のSHIBUYAタワー

### 名称
生まれ変わる桜丘のまちが、桜を愛して皆で楽しむ日本人の心を大事にしたいという想いと、さまざまな個性が集う渋谷で、働く人・遊ぶ人・住む人、すべての人が主役となり、自らのものがたりを発見・発信する舞台でありたいという想いを込め、「Shibuya Sakura Stage」に決定した。

## 主な施設

### SHIBUYAタワー
商業施設
地下2階 - 地上5階に入る。
国際医療施設
7階に入る多言語対応の診療施設。パーソナルヘルスケアや健康管理サポートなどを行う。
企業支援施設
38階に整備。

### セントラルビル
再開発計画時の仮称はA2棟であった。地上17階、地下4階建てである。SHIBUYAタワーと同様に、高層階にはオフィス、低層階にはアーバンコア、店舗、地階は駐車場として利用される。
STATIO日本経済大学
7階、8階は日本経済大学。

### SAKURAタワー
商業施設
地下1階 - 地上5階に入る。
CTIS Kindergarten, Shibuya
5階に入る子育て支援施設。CTISが運営する。
ハイアット ハウス 東京 渋谷
1階 - 3階、6階 - 16階に入るサービスアパートメント。ハイアットホテルズコーポレーションが運営し、客室数は126室。2024年2月開業。
ブランズ渋谷桜丘
16階 - 36階に展開し、155戸（東急不動産持分は50戸弱）を販売する。屋上には太陽光パネルを設置して環境先進マンションとして誕生する。

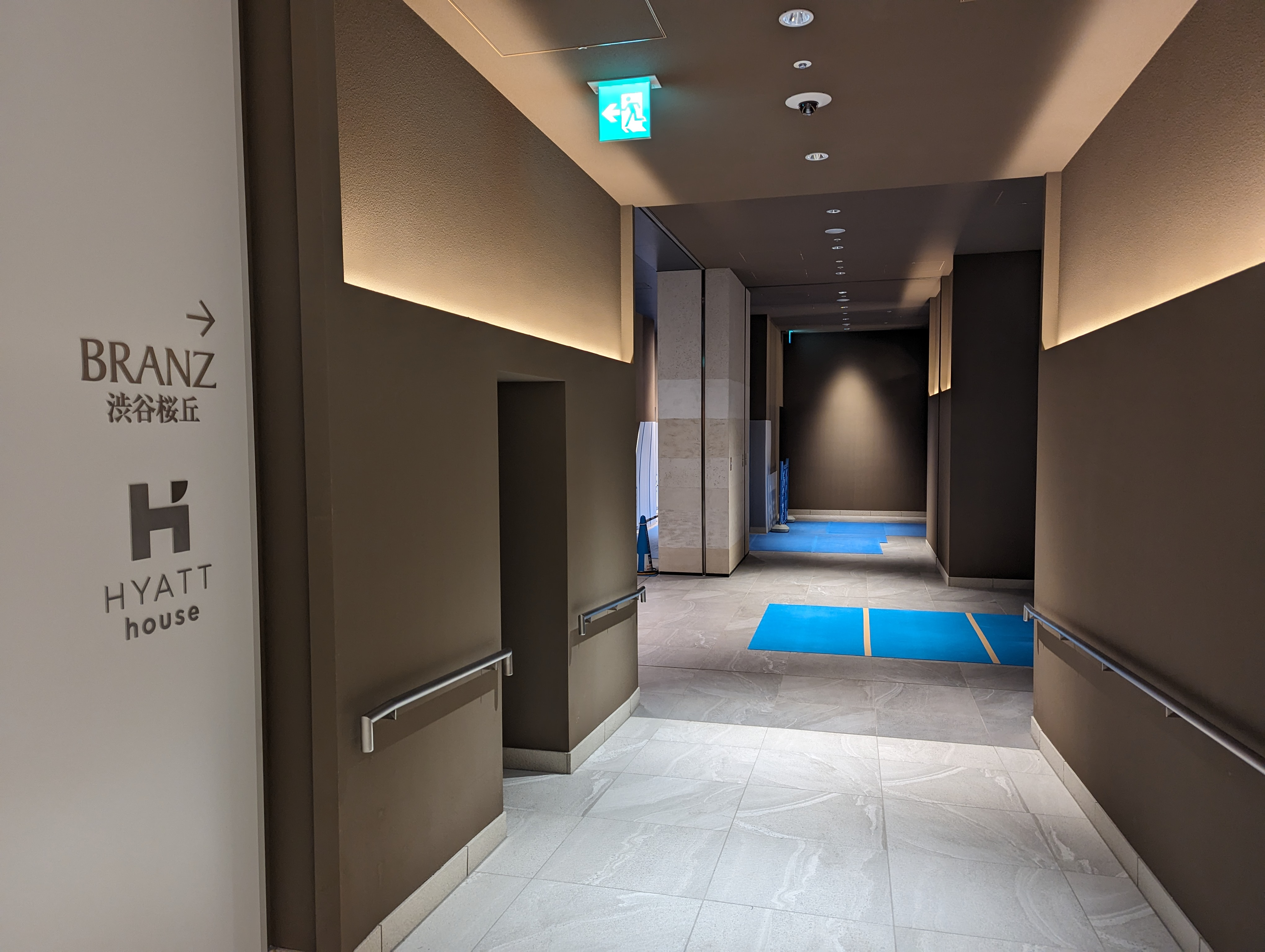
ハイアット ハウス、ブランズ渋谷桜丘

### 日本基督教団 中渋谷教会
再開発エリアのC街区として計画された。地上4階の建物は、2020年より教会施設として利用されている。

### その他の施設
ときめきSTAGE/アーバン・コア（A街区）
渋谷駅や周りの街区との出入り口に位置する大型アトリウムである「ときめきSTAGE」と、メイン動線の階段・エスカレーター・エレベーターで各階を接続する立体広場「アーバン・コア」。
にぎわいSTAGE
SHIBUYAサイドとSAKURAサイドをつなぐ横断デッキをはさみ、昼夜のにぎわいを創出するのが「にぎわいSTAGE」。気象情報や人流などのデータを活用して365日異なる演出を図る。空間演出の為に独自に開発した小型照明約970台を空間意匠を用いて立体的に配置し、照明と音響を連動させるなどしている。
また、渋谷桜丘（Shibuya Sakuragaoka）のイニシャル「S」が形を変えた「しぶS」も設けられている。
ピンクの鏡面曲面が目を引く特徴。
はぐくみSTAGE
土と生い茂る緑、果樹と菜園、シンボルツリーである大きな山桜を植えた「はぐくみSTAGE」。リラクゼーションのイベントなど、大都会渋谷の中心部で人々に健康を育む屋外広場である。

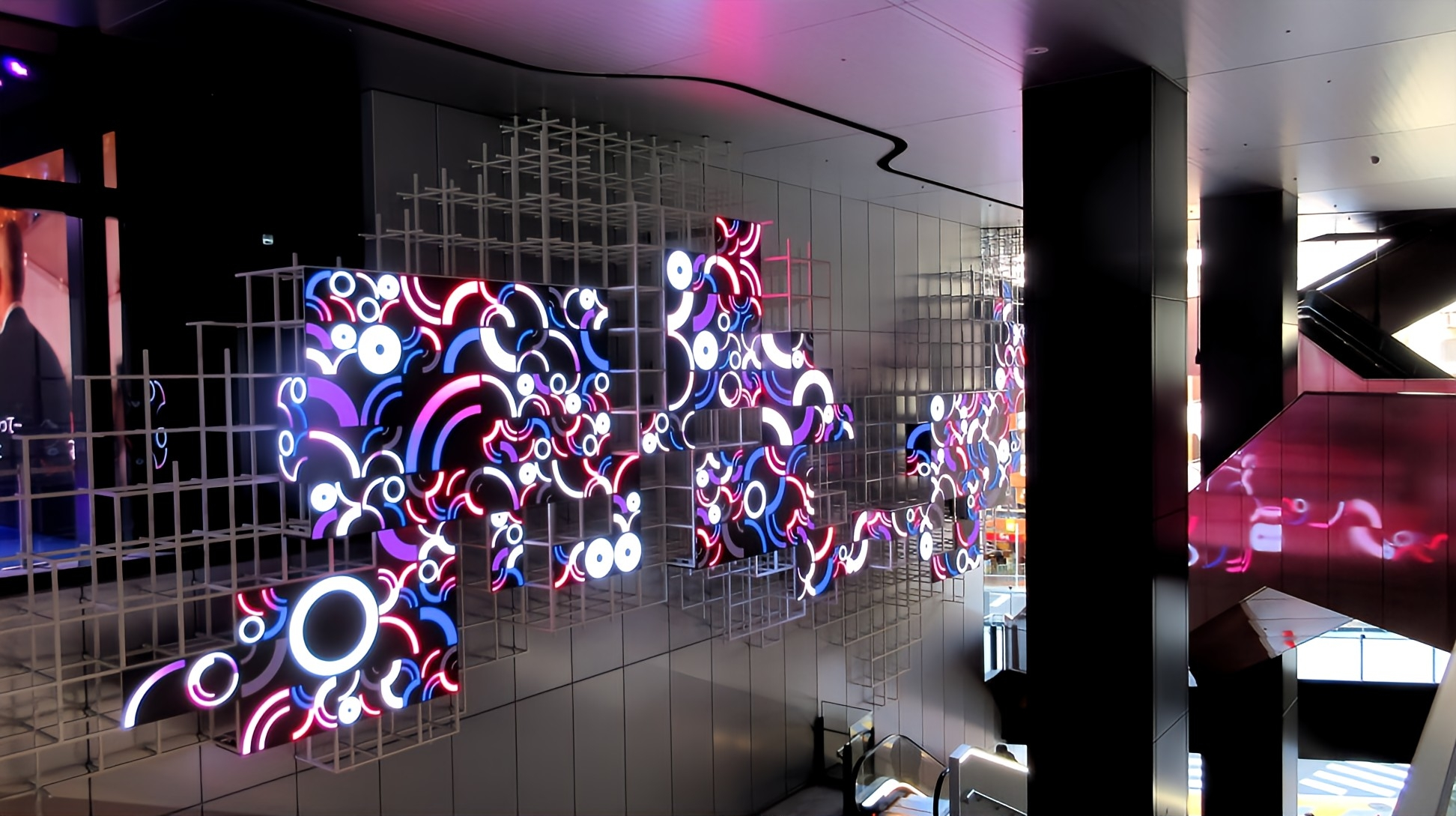
「ときめきSTAGE」付近階段・INTER-SQUARE
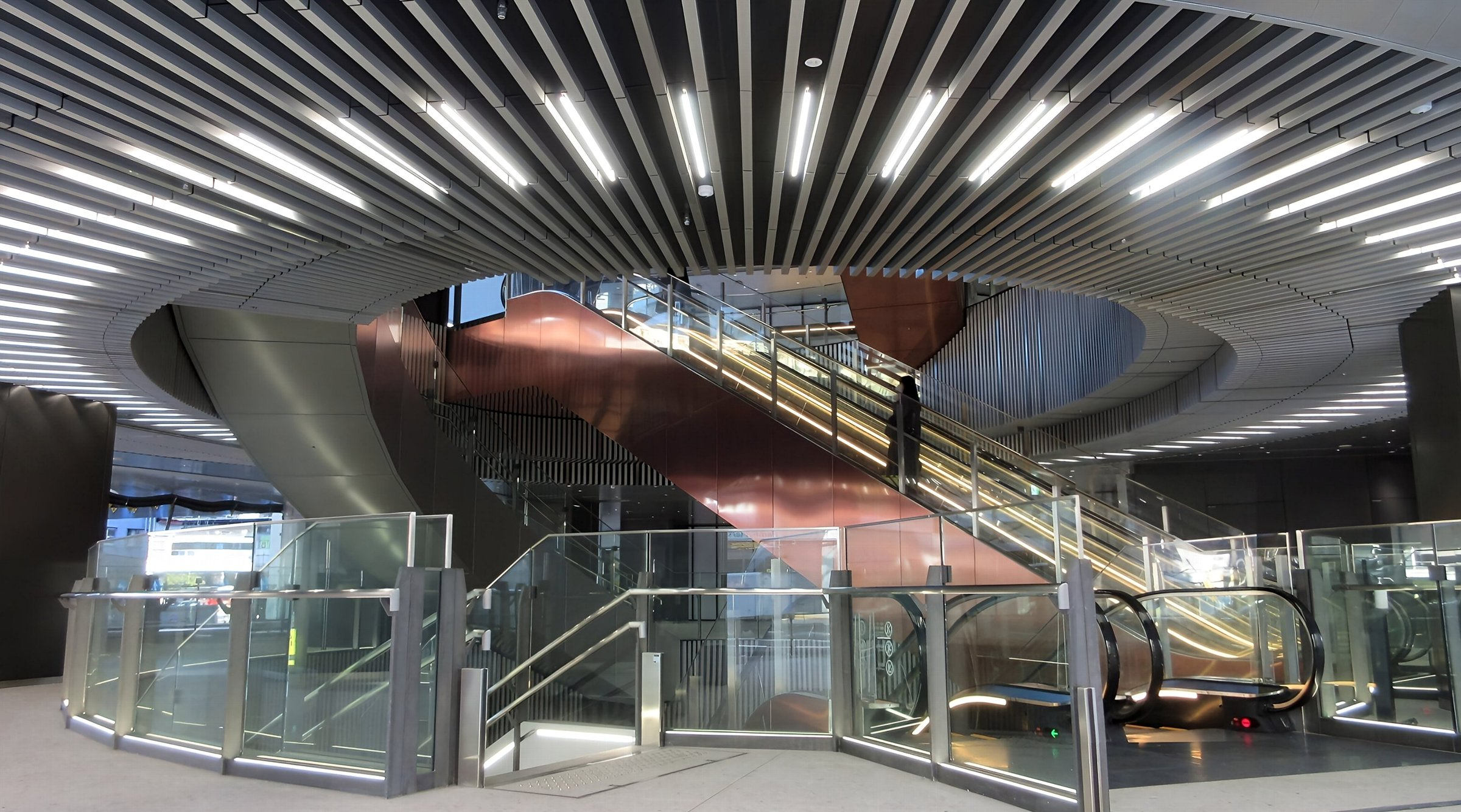
アーバンコア
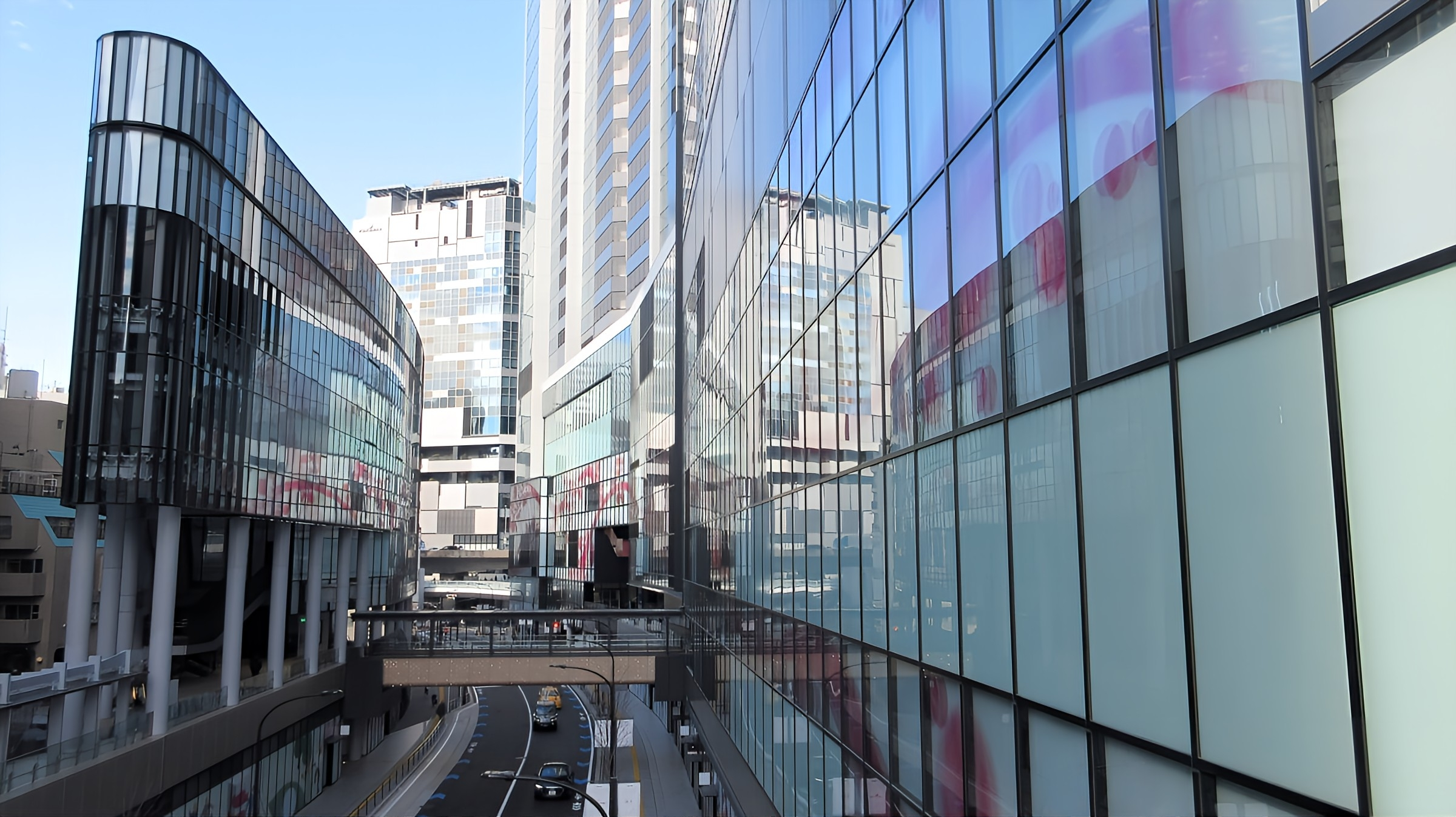
左側がC街区およびB街区「SAKURAサイド」、右側がA街区「SHIBUYAサイド」
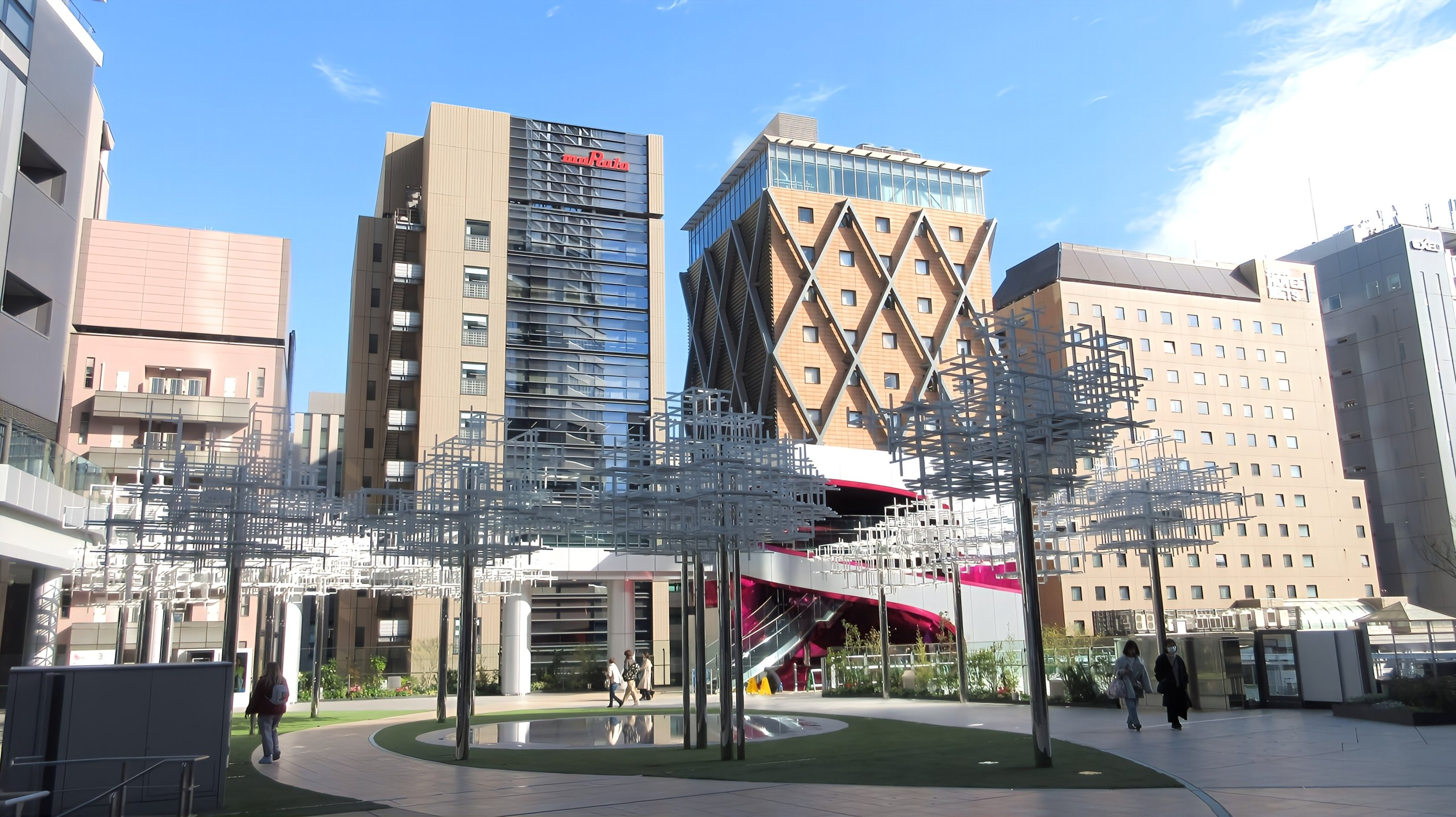
にぎわいステージ（山手線・埼京線を挟んで東側の光景）
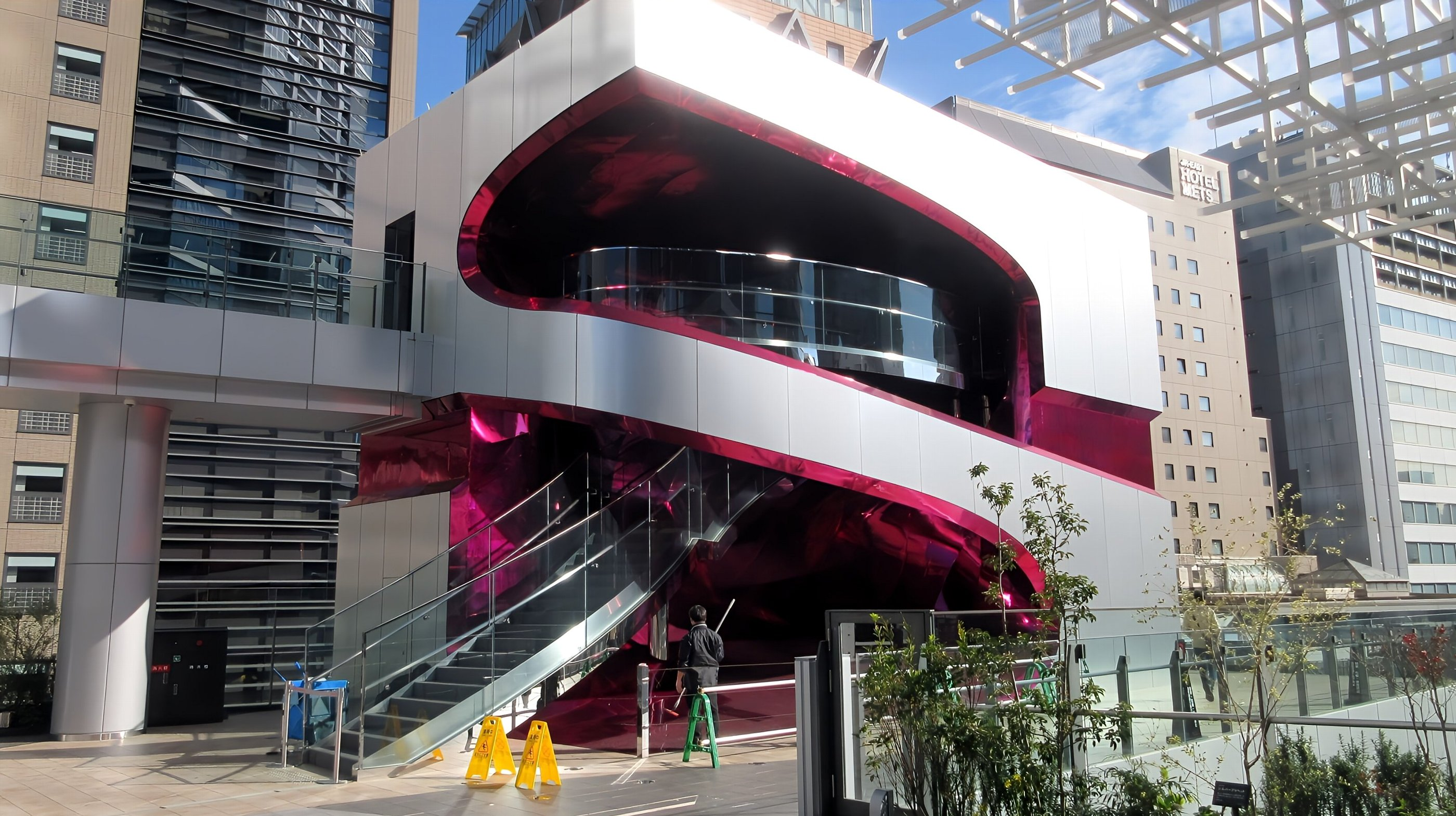
しぶS（にぎわいステージ横）
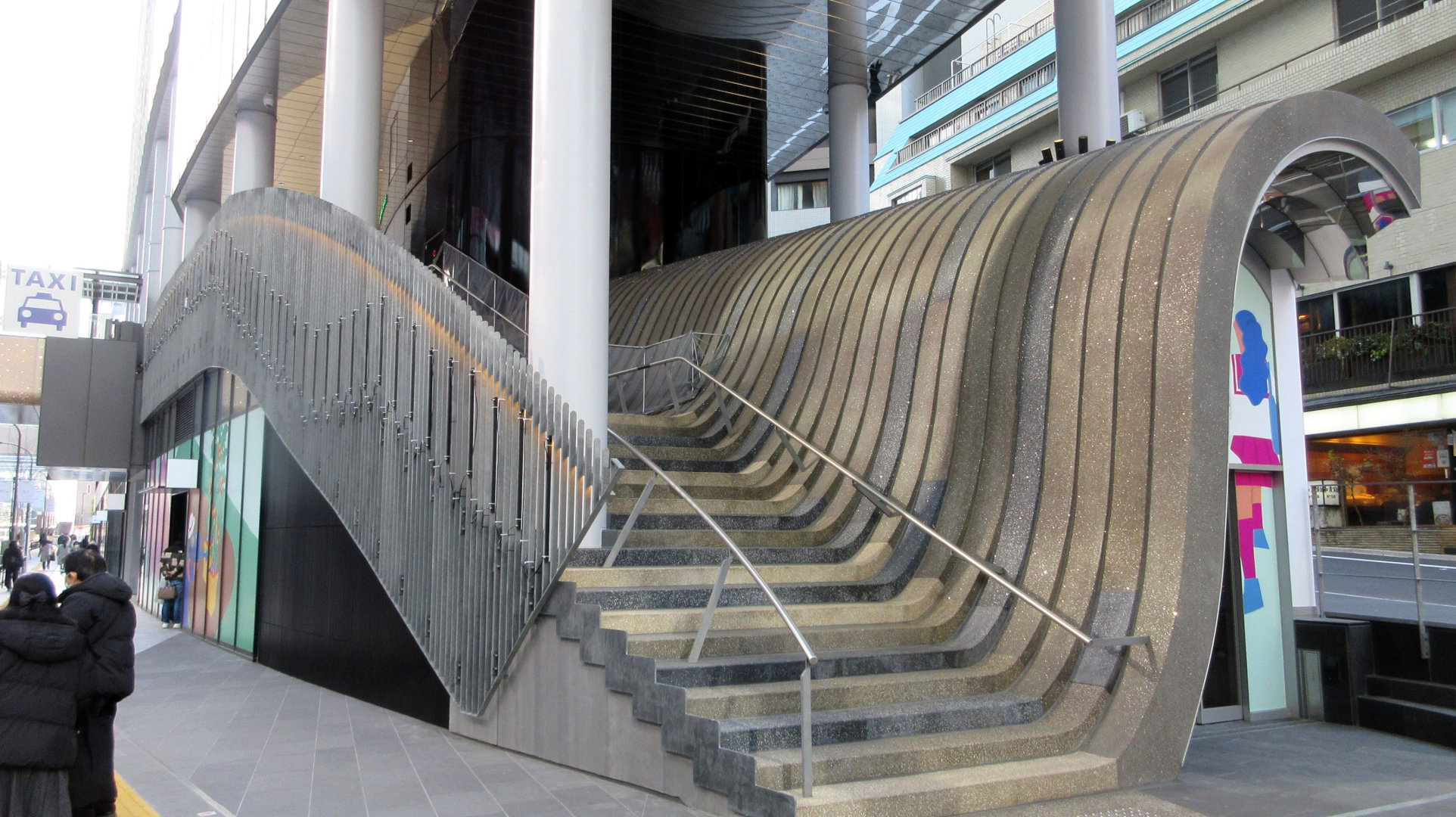
SAKURAテラス1F階段
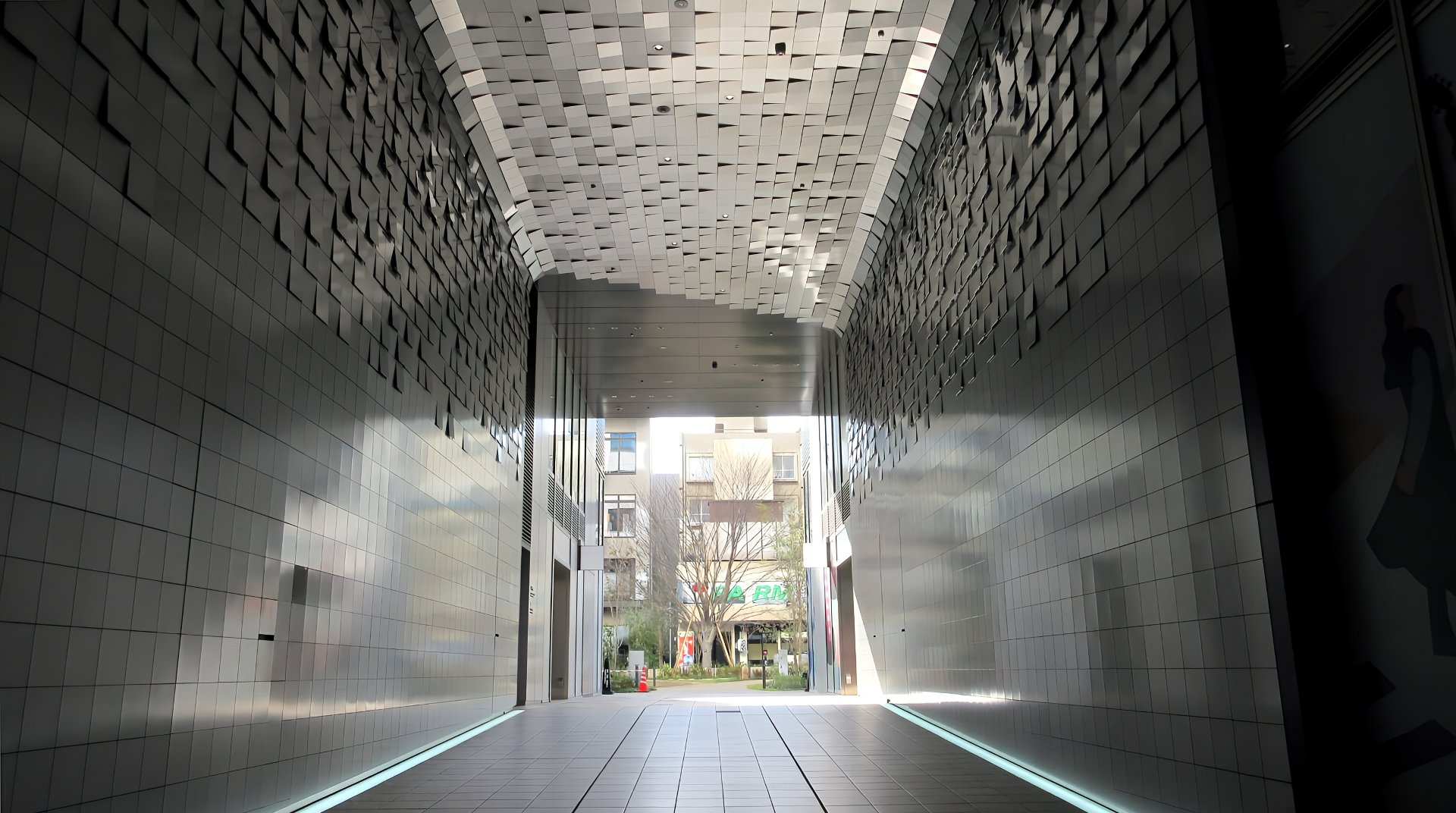
ガーデン「はぐくみSTAGE」への接続通路
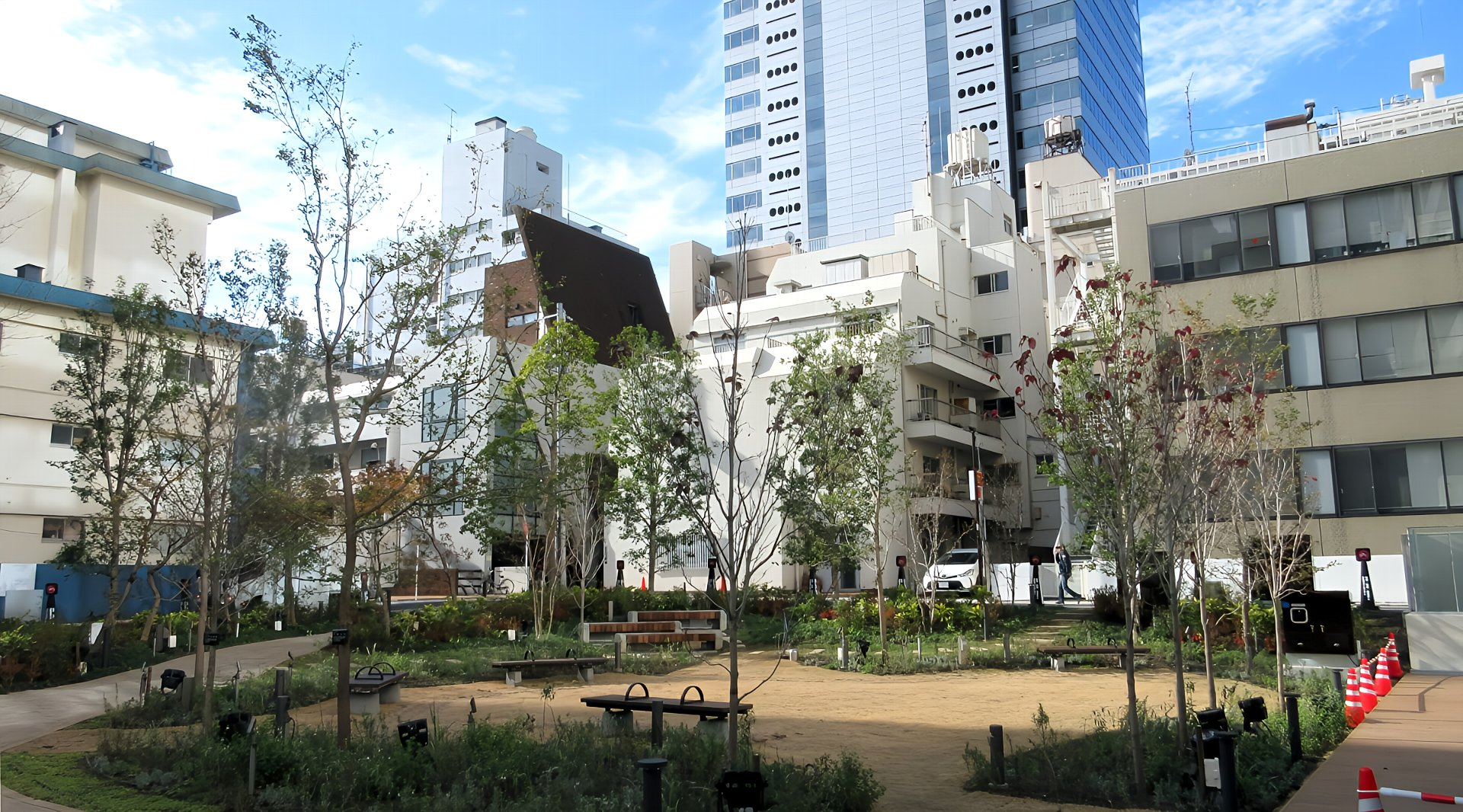
ガーデン「はぐくみSTAGE」